# Décès en 1903
Décès
- 1899
- 1900
- 1901
- 1902
- 1903
- 1904
- 1905
- 1906
- 1907

Cette page dresse une liste de personnalités mortes au cours de l'année 1903.
Pour une information complémentaire, voir la page d'aide.
La liste des décès est présentée dans l'ordre chronologique.
La liste des personnes référencées dans Wikipédia est disponible dans la page de la Catégorie:Décès en 1903

## Janvier
- 3 janvier : Carlos Tejedor, juriste et homme politique argentin (° 4 novembre 1817).
- 5 janvier : Eleuterio Pagliano, patriote et peintre italien (° 2 mai 1826).
- 6 janvier : Antoine Van Hammée, peintre belge (° 25 mars 1836).
- 15 janvier : Édouard Dammouse, peintre et céramiste français (° 28 octobre 1850).
- 19 janvier : Cesare Sighinolfi, peintre et sculpteur italien (° 1833).
- 24 janvier : Adrien Tournachon, photographe, peintre et dessinateur français (° 25 août 1825).
- 28 janvier :
  - Augusta Holmes, compositrice française d'origine britannique et irlandaise (° 16 décembre 1847).
  - Robert Planquette, compositeur d'opérette français (° 31 juillet 1848).
- 31 janvier :
  - Giovanni Costa, peintre italien (° 15 octobre 1826).
  - Thomas McIlwraith, homme d'affaires et ornithologue canadien d'origine écossaise (° 25 décembre 1824).

## Février
- 1er février : Rudolph von Delbrück, homme politique prussien et allemand (° 16 avril 1817).
- 22 février : 
  - Helen Connon, universitaire néo-zélandaise (° 1859 ou 1860).
  - Hugo Wolf, compositeur autrichien (° 13 mars 1860).
- 23 février : Pierre-Victorien Lottin, archéologue et peintre orientaliste français (° 19 septembre 1810).
- 27 février : Albert Cahen, compositeur français (° 8 janvier 1846).

## Mars
- 2 mars : Gustav Radde, explorateur et naturaliste allemand (° 27 novembre 1831).
- 7 mars : István Bittó, homme d'État hongrois (° 3 mai 1822).
- 12 mars :  Charles F. Escher, musicien, facteur de pianos et éditeur américain (° 1814).
- 14 mars : Johan Hendrik Weissenbruch, peintre néerlandais (° 30 novembre 1824).
- 29 mars : Charles Lovy, militaire français, tué au combat de Ksar el Azoudj (° 5 juin 1880).

## Avril
- 6 avril : Jean Alfred Marioton, peintre français (° 3 septembre 1863).
- 11 avril :
  - Gemma Galgani, sainte catholique italienne (° 12 mars 1878).
  - Ronglu, prince, général et homme d'État chinois (° 6 avril 1836).
- 17 avril : Louis Frédéric Schützenberger, peintre français (° 8 septembre 1825).
- 19 avril : Hellewi Kullman, peintre suédoise (° 24 janvier 1861).
- 22 avril : Alfred Louis Martin, peintre et graveur français (° 15 juillet 1839).
- 27 avril : Leonardo Fea, explorateur, zoologiste et peintre italien (° 24 juillet 1852).

## Mai
- 3 mai : 
  - Pierre Cuzacq, géomètre et écrivain français (° 22 novembre 1830).
  - William Dayas, pianiste et compositeur américain (° 12 septembre 1863).
- 9 mai : Paul Gauguin, peintre français, aux Îles Marquises (° 7 juin 1848).
- 14 mai : Cesare Bartolena, peintre italien (° 27 mai 1830).
- 19 mai : Paul-Constant Soyer, peintre de paysage, de genre et graveur français (° 24 février 1823).
- 24 mai : Marcel Renault, industriel et coureur automobile (° 14 mai 1872).

## Juin
- 9 juin : Gaspar Núñez de Arce, poète, dramaturge, écrivain et homme politique espagnol (º 4 août 1834).
- 11 juin : Alexandre Ier Obrénovitch, roi de Serbie, assassiné à Belgrade (° 14 août 1876).
- 14 juin :
  - Karl Gegenbaur, anatomiste allemand (º 21 août 1826).
  - Victor-Marie Roussin, peintre français (º 3 mars 1812).
- 17 juin : Alexandre Augustin Célestin Bullier, sculpteur français (° 28 avril 1824).
- 25 juin : Wilhelm Popp, musicien, flûtiste et compositeur allemand (º 29 avril 1828).
- 27 juin : Jules Pillevesse, compositeur et chef d'orchestre français (º 11 novembre 1837).

## Juillet
- 7 juillet : Amand Laroche, peintre français (° 23 octobre 1826).
- 10 juillet : Paul Jamin, peintre français (° 9 février 1853).
- 17 juillet : James Abbott McNeill Whistler, peintre  (° 11 juillet 1834).
- 20 juillet : Léon XIII, pape, né Vincenzo Gioacchino Raffaele Luigi Pecci (° 2 mars 1810).
- 27 juillet : Lina Sandell, psalmiste suédoise (° 3 octobre 1832).
- 30 juillet : Louis-Augustin Auguin, peintre français (° 29 mai 1824).

## Août
- 1er août : Calamity Jane, personnalité américaine de la conquête de l'Ouest (° 1er mai 1852).
- 30 août : Vicente Fidel López, historien, avocat, juriste, universitaire et homme politique espagnol puis argentin (° 24 avril 1815).

## Septembre
- 1er septembre : Bernard Lazare, écrivain, journaliste (° 15 juin 1865).
- 2 septembre : Antonin Fanart, peintre français (° 17 janvier 1831).
- 3 septembre : Marie Louis Joseph Vauchez, militaire français tué au combat d'El-Moungar (° 25 novembre 1865).
- 4 septembre : Hermann Zumpe, chef d'orchestre et compositeur allemand (° 9 avril 1850).
- 7 septembre : Hippolyte Xavier Garimond, hautboïste et compositeur français (° 10 juillet 1820).
- 11 septembre : Antonio Rotta, peintre italien (° 28 février 1828).
- 13 septembre : Antonio Reverte, matador espagnol (° 28 avril 1870).
- 16 septembre : Paul Martin, aquarelliste français (° 16 août 1830).
- 17 septembre : Friedrich Kaulbach, peintre allemand (° 8 juillet 1822).
- 18 septembre :  Theodor Kirchner, compositeur, chef d'orchestre, organiste et pianiste allemand (° 10 décembre 1823).
- 28 septembre : Jesús de Monasterio, violoniste et compositeur espagnol (° 21 mars 1836).

## Octobre
- 7 octobre : Jacques Baseilhac, peintre et graveur français (° 9 février 1873).
- 16 octobre : Jules Richomme, peintre de paysage, de genre et d'histoire français (° 9 septembre 1818).
- 26 octobre :
  - Victorin de Joncières, compositeur et critique musical français (° 12 avril 1839).
  - Maurice Rollinat, écrivain français (° 29 décembre 1846).
- 27 octobre : Cícero Dantas Martins, grand propriétaire terrien et homme politique brésilien (° 28 juin 1838).

## Novembre
- 1er novembre : Theodor Mommsen, historien allemand (° 30 novembre 1817).
- 5 novembre : Carl Johan Slotte, agriculteur et homme politique finlandais (° 20 janvier 1827).
- 13 novembre : Camille Pissarro, peintre impressionniste puis néo-impressionniste français (° 10 juillet 1830).
- 15 novembre : Joseph d'Ursel, homme d'État belge (° 3 juillet 1848).
- 16 novembre : Shirley Baker, missionnaire méthodiste australien devenu homme d'État des Tonga (° 1836).
- 25 novembre : Joseph Stallaert, peintre belge (° 19 mars 1825).

## Décembre
- 5 décembre : Robert Beyschlag, peintre allemand (° 1er juillet 1838).
- 8 décembre : Herbert Spencer, philosophe britannique (° 27 avril 1820).
- 16 décembre : Thomas Finney, homme d'affaires et homme politique britannique puis australien (° 10 janvier 1837).
- 30 décembre : Armand Seguin, peintre, graveur et illustrateur français (° 15 avril 1869).

## Date inconnue
- - Mwanga II, roi du Bouganda (° 1868).
  - Gianfrancesco Nardi, photographe et peintre italien (° 1833).
  - Thomas Crane, illustrateur et directeur artistique anglais (° 1843).